# Mariña Pérez Rei
Mariña Pérez Rei, (Ames, La Coruña, en 1966) es una escritora y docente gallega. 

## Biografía
Licenciada en Filología Gallego-Portuguesa y Filología Hispánica.  Es profesora de Lengua y Literatura Gallega en el IES Eduardo Pondal (Santiago de Compostela), donde creó el Equipo de Revitalización de la Lengua Gallega.
Participó en las antologías poéticas de la corriente Sentimentalista y también formó parte del Colectivo Mayakovsky en la edición del poema largo “Intimidación” (General, 2021). 

## Trabajos

### Poesía
- Fanerógama (2006). Sada : Edicíós do Castro.  100 páginas ISBN 9788484852285.
- Citas para un vestuario confuso y vestuario (2009). Colección Bourel. 48 páginas [6]
- Paquidermo (2010). bubela 88 páginas ISBN 978-84-937176-4-3 .
- Boca de Gárgola (2014). Círculo Rojo. [7] 82 páginas ISBN 978-84-9076-465-7 .
- Mallantes (2021). MI. bubela 81 páginas ISBN 978-84-123682-0-8 .

### Narrativa
- Canícula ( 2007). Santiago: Sotelo Blanco . [8] 182 páginas ISBN 9788478245086 . [9][10]
- Costa de la necropole. Escenarios para recordar (2010). Niña: Toxosoutos . ISBN 978-84-92792-41-2 .
- Contrapicados (2012). Santiago: Sotelo Blanco. 210 páginas ISBN 9788478246229 .
- Pretensión ( 2024 ). Vigo: General . 152 páginas ISBN 978-84-1110-487-6 . publicación electrónica: ISBN 978-84-1110-492-0 .

### Obras colectivas
- En defensa de la Percha. La voz de los escritores gallegos en Celanova (2010). toxosoutos
- Sentimentalismo Antología de referencia. Etapa de fundación (2011). Bubela.[11]
- Noticias de poesía. 17 poetas (2013). Fundación Uxío Novoneyra.
- Conectar y reproducir. Antología gallega de ciencia ficción erótica (2015). Urco Editora / Cuentos Extraños .
- mino Antología del cuento gallego actual (2023). general

## Premios y reconocimientos
- XVIII Premio de poesía Eusebio Lorenzo Baleirón no 2005, por Fanerógama.[12]
- Premio de novela curta Manuel Lueiro Rey no 2006, por Canícula.[13]
- Gañadora do IX Certame Literario de Relato de Aventuras Antón Avilés de Taramancos no 2010, por Costa necrópole. Escenarios para deslumbrar.[14]
- Gañadora do XXV Certame de narración curta Ánxel Fole por Finximentos.[15]